# Сарай

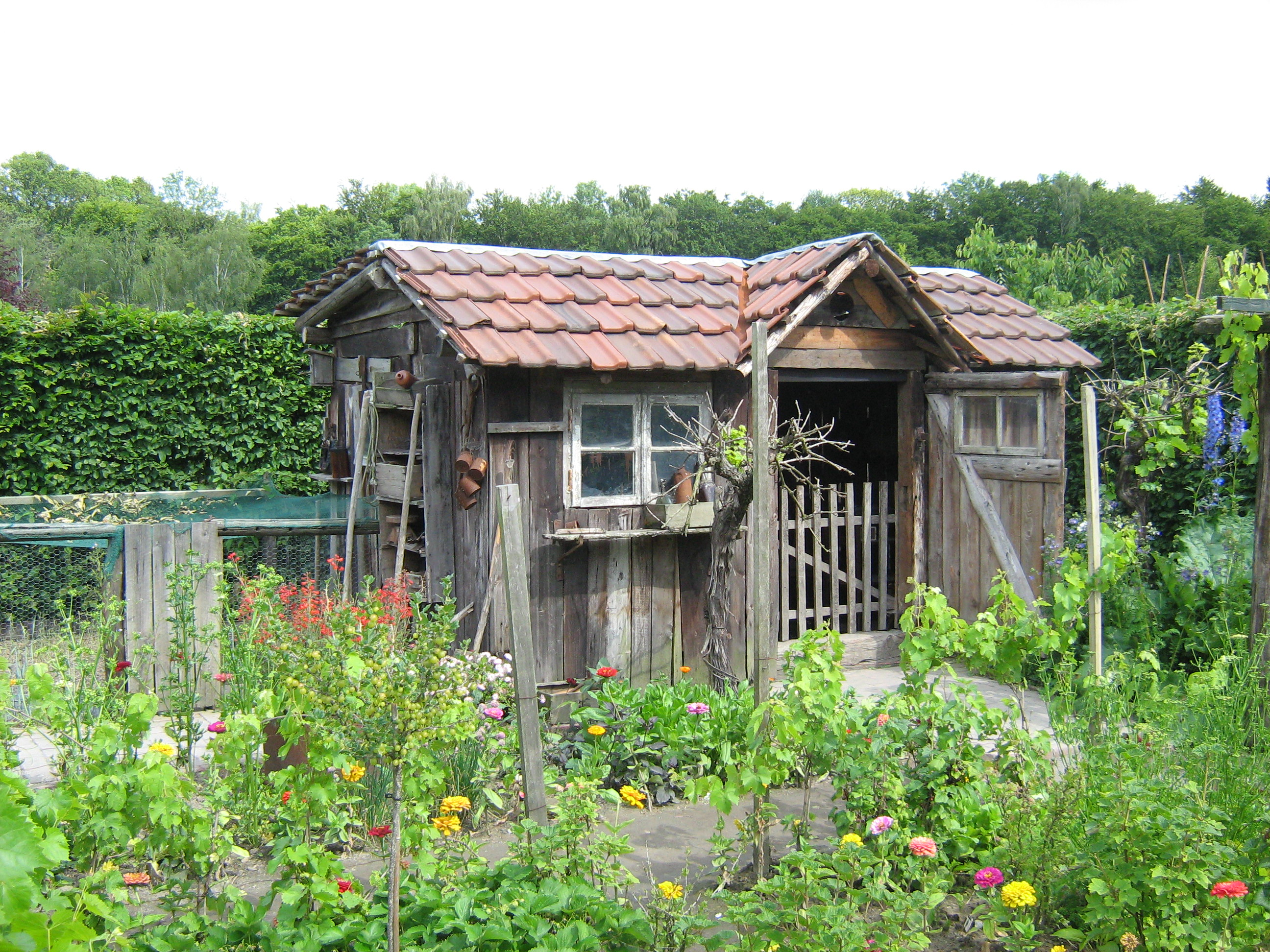
Сарай

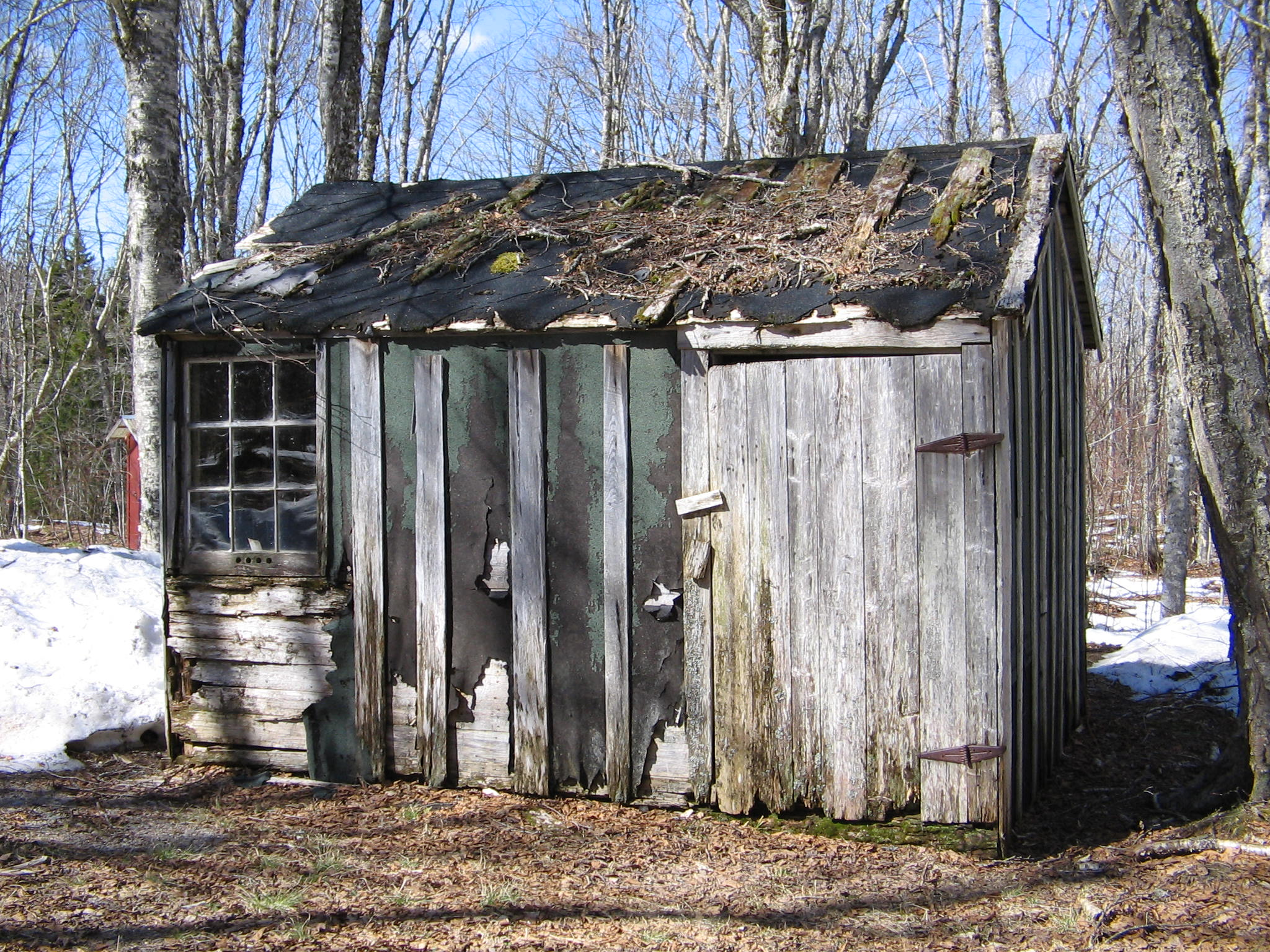
Сарай

Сара́й (від тюрк. saraj) — «господарське приміщення для зберігання різного майна». Хлів частіше використовується у значенні сарай.
Загальна назва критих неопалюваних нежитлових господарських підсобних приміщень, що використовуються як побутові складські, рідше для утримання худоби чи птиці.

## Етимологія
Слово сарай в українській мові, очевидно, є тюркізмом — сходить до тюрк. sarai, де походить від перс. sarāi, sarā (від праір. *sraða). У цих східних мовах слово сарай має значення «палац», «хороми».
Сарай (від перського sarāi — «палац») — загальноприйнята в історіографії назва столиць Золотої Орди, які існували в XIII–XV ст. у пониззі Волги.
Ця лексема присутня у таких географічних назвах:
- Бахчисарай (крим. Bağçasaray) — колишня столиця Кримського ханства, у дослівному перекладі з кримськотатарської мови означає «сад-палац».
- Сарай-Бату — столиця Золотої Орди, заснована ханом Батиєм.
- Сарай-Берке — столиця Золотої Орди, заснована ханом Берке.
- Сарайчик — місто Казахського ханства, столиця Ногайської орди, у дослівному перекладі з тюркських мов означає «Малий Сарай» («Малий палац»).
- Сараєво — столиця Боснії і Герцеговини, отримала свою назву від палацу, побудованого в середині XV століття.

Корінь слова «сар» («цар») походить із ностратичних мов та має значення «сонце» і дуже розповсюджений у багатьох мовах світу[джерело?].

## В Україні
Найчастіше сараями іменуються саме побутові склади — приміщення для зберігання різних речей, що не псуються без додаткового опалення або не є потрібними в побуті повсякчас. Це, зокрема, в першу чергу деревина або вугілля власне для опалення, хатнє начиння, що вийшло з ужитку, або сезонне чи таке, яке використовується нечасто, є громіздким і так далі.
У сараї можуть нестися курки. Однак господарські приміщення для утримання худоби, коней чи свійської птиці, у разі якщо вони окремі, в українців зазвичай мають свої власні назви (корівник, стайня, курник тощо), так само є окремі українські назви для господарських приміщень, що правили для зберігання збіжжя (стодола, клуня); невелика ж споруда під солом'яним навісом для зберігання сільськогосподарського реманенту називається повіткою.
Сараї зазвичай збудовані з менш міцних матеріалів, ніж житлові приміщення — у залежності від географії розташування й доступності матеріалу в Україні вони найчастіше саманні під солом'яною стріхою або дерев'яні, дуже рідко сараї бувають мурованими.
Сараї найбільше поширені на селі, але можуть бути і в містах. Нині нерідко сараї, якщо це дозволяють розміри, переобладнують на гаражі.

## Види сараїв
- Вівчарня, кошара (розм. овечатник) — сарай для овець
- Возівня, возовня, возарня — сарай для возів
- Воловня — сарай для волів
- Голубник (розм. голуб'ятник, голуб'я́тня) — сарай для голубів
- Дровітня (розм. дровни́к, дров'яни́к) — сарай для дров
- Комора — сарай для зберігання зерна, іноді — інших речей
- Корівник — сарай для великої рогатої худоби
- Кролятник або крільчатник — сарай для кролів
- Курни́к — сарай для курей
- Пелевня, половня — сарай для сіна, полови, соломи
- Повітка — сарай для зберігання сільськогосподарського реманенту
- Пташник — сарай для свійської птиці
- Рибник або холодник — застаріла назва сараю, де солять рибу
- Свинарник або свинарня — сарай для свиней
- Сінник або сіновал — сарай для зберігання сіна
- Скотарник — сарай для скота
- Соляник — сарай для зберігання солі
- Стайня, конюшня — сарай для коней
- Стая — діалектна назва стайні, хліва
- Стодола або клуня — сарай для сушіння хліба й для обмолоту
- Хлів — сарай для худоби